# Namea olympus
Namea olympus là một loài nhện trong họ Nemesiidae.
Namea olympus được miêu tả năm 1984 bởi Raven.